# Gete Alemayehu
Gete Alemayehu (Etiopía, 27 de agosto de 1998) es una atleta etíope, especialista en la prueba de 10 000 m, en la que logró ser medallista de bronce africana en 2018

## Carrera deportiva
En el Campeonato Africano de Atletismo de 2018 celebrado en Asaba (Nigeria) ganó la medalla de bronce en los 10 000 metros, con un tiempo de 32:10.68 segundos) tras las atletas kenianas Stacey Ndiwa (oro con 31:31.17 segundos) y Alice Aprot Nawowuna (plata con 31:36.12 segundos).